# Martin Lundén
Martin Lundén   (By parish, 1 de gener de 1925 - Sollentuna parish, 14 de febrer de 2011) fou un nedador suec que va competir durant la dècada de 1940. Era el pare del waterpolista Hans Lundén.
El 1948 va prendre part en els Jocs Olímpics d'Estiu de Londres, on va disputar tres proves del programa de natació. Fou quart en els 4x200 metres lliures, mentre en els 100 metres lliures i 100 metres esquena quedà eliminat en sèries.
En el seu palmarès destaca una medalla d'or al Campionat d'Europa de natació de 1947, i dos campionats nacionals.